# Близанци (филм из 2001)
„Близанци” је југословенски ТВ филм из 2001. године. Режирао га је Раде Марковић који је заједно са Биљаном Максић написао и сценарио.

## Улоге
| Глумац                     | Улога            |
| -------------------------- | ---------------- |
| Никола Којо                | Предраг & Ненад  |
| Бранимир Брстина           | Стојко Стојковић |
| Властимир Ђуза Стојиљковић | Психијатар       |
| Александра Јонеш           | Бодигард 1       |
| Раде Марковић              |                  |
| Дејан Матић                |                  |
| Вељко Николић              |                  |
| Слободан Бода Нинковић     |                  |
| Јована Петронијевић        |                  |

Остале улоге ▼
| Глумац              | Улога  |
| ------------------- | ------ |
| Весна Почуча Сана   | Сисата |
| Радмило Савковић    |        |
| Нађа Секулић        |        |
| Данијела Стојковић  |        |
| Бранислав Томашевић |        |
| Весна Тривалић      |        |
| Бојан Стојчетовић   | Цуле   |